# Skål (dokumentarfilm)
Skål (færøsk: Skál) er en dansk og færøsk dokumentarfilm fra 2021 der følger den unge færøske kvinde Dania O. Tausen på Færøerne frem til digterdebuten med udgivelsen af hendes digtsamling Skál.
Det Danske Filminstitut opsummerer filmen med
| „ | Dania er 21 år og opvokset i en kristen menighed på Færøerne. Hun er lige flyttet til Tórshavn og er blevet kærester med Trygvi, en hiphop-kunstner og poet aka Silvurdrongur (Sølvdreng), der skriver om menneskets skyggesider. Dania er fascineret af Trygvis mod til at skrive hudløst ærligt – og i forsøget på at finde sig selv, begynder hun at skrive digte. Teksterne udvikler sig til den kritiske digtsamling 'Skål' om det dobbeltliv, hun og andre unge må leve i de kristne rammer, som hun ikke ønsker at forlade, men i stedet forny. For hvor går grænserne? Er det en synd at drikke? Er det en synd at have en kæreste, der ikke er kristen? Og hvor længe kan man holde ud at leve mellem to verdener? | “ |

Filmen premierede på CPH:DOX og vistes i danske biografer i 2021.